# Parti terre et justice
Pour les articles homonymes, voir GJP.
Le Parti terre et justice (en bichelamar, Graon mo Jastis Pati (GJP)) est un parti politique au Vanuatu. Il est lancé le 11 novembre 2010 par le député Ralph Regenvanu.

## Fonctionnement
Le parti vise à produire un changement de génération à la tête du pays, et s'inquiète de la propriété étrangère des entreprises et des commerces. Lors du lancement, Regenvanu – un député jeune et populaire, jusque-là sans étiquette – décrivit les chefs coutumiers, les églises, les femmes et la jeunesse comme les quatre piliers solides qu'il souhaitait pour le parti. Il déclara également que toute personne visant l'investiture du parti pour un mandat électif devrait démontrer de quelle manière il avait déjà servi la communauté, afin de garantir que tous les élus du parti étaient bien engagés en faveur de l'intérêt public.
Par la suite, Regenvanu expliqua que le parti encourageait les propriétaires coutumiers à ne pas vendre leurs terres à des investisseurs, pour ne pas en priver leurs enfants et descendants. Il se prononçait également en faveur d'un usage plus étendu de la justice coutumière, où les chefs auraient un rôle de médiateurs, plutôt que la justice « occidentale », car Regenvanu estimait que cette dernière comportait souvent des coûts financiers élevés pour ceux qui faisaient appel à elle.

## Historique
Un mois après le lancement du parti, Regenvanu fut nommé ministre des Coopératives et du Développement des entreprises vanuataises, dans le gouvernement du nouveau premier ministre Sato Kilman.
Le parti obtient quatre sièges aux élections législatives d'octobre 2012, sa première confrontation au scrutin national. En février 2013, lors des élections provinciales, Willie Fred Tasso remporte, pour le parti, la présidence du Conseil du Gouvernement provincial de la Province de Malampa.
Lors des élections législatives de janvier 2016, le parti obtient six sièges au Parlement national, arrivant ainsi conjointement en tête avec le Vanua'aku Pati et l'Union des partis modérés. Il prend part au gouvernement de coalition formé par le nouveau premier ministre Charlot Salwai, et se voit attribuer deux portefeuilles ministériels : Ralph Regenvanu est nommé ministre des Terres et des Ressources naturelles, tandis qu'Alfred Maoh devient ministre de l'Intérieur.

## Résultats électoraux
| Année | Voix    | Mandats | Rang |
| ----- | ------- | ------- | ---- |
| 2012  | 6,02 %  | 4 / 52  | 5e   |
| 2016  | 7,41 %  | 7 / 52  | 3e   |
| 2020  | 10,00 % | 9 / 52  | 1er  |